# Виктория Готева
Вижте пояснителната страница за други личности с името Виктория.
Виктория Готева-Димитрова е българска журналистка, репортерка и водеща на Би Ти Ви Новините.

## Биография
Виктория е родена на 20 юли 1995 г. в Пазарджик. Завършила е езикова гимназия „Бертолт Брехт“ в града. Висшето си образование получава в Софийския университет „Свети Климент Охридски“. Там завършва „Журналистика“ във Факултета по журналистика и масова комуникация и „Европейска интеграция и дипломация“ във Философския факултет.

## Професионално развитие
Работила е в печатни и онлайн медии. 
През 2016 г. започва работа в нюзрума на Би Ти Ви. През 2017 г. става репортер в bTV Новините и „Тази сутрин“.
В края на март 2019 г. след кастинг журналистката става водеща на сутрешните емисии новини, а на 10 април прави дебюта си и като водещ на bTV Новините в 12 ч.
Така става лице на новините в 7, 8, 9 и 12 ч., редувайки се с Ивайло Везенков. От лятото на 2022 г. двамата са двойка водещи и на централните новини на bTV в 19 ч.
Журналистката е била водещ и на късните новини в 23:00 ч.  
Тя е автор на документални филми от поредицата "bTV Репортерите".

## Личен живот
През юни 2023 г. се омъжва за Евгени Димитров – Маестрото. На 22 януари 2025 г. ражда първородния си син Евгени, кръстен на баща си.